# Alberto Nariño Cheyne
Pour les articles homonymes, voir Cheyne.
 (novembre 2015).
Alberto Nariño Cheyne, né le 11 octobre 1903 à Bogota,, est une personnalité colombienne. Il est un des descendants d'Antonio Nariño, considéré comme l'un des héros de l'indépendance de la Colombie.
À la suite de la participation de Jorge Perry aux Jeux olympiques d'été de 1932, Alberto Nariño Cheyne est à l'origine de la création du comité olympique colombien (COC) le 3 juillet 1936, la Colombie intégrant ainsi le sport au niveau mondial dès les Jeux olympiques d'été de 1936. Il crée également les jeux bolivariens, la première édition ayant lieu à Bogota le 6 août 1938.